# Departamento de Trabajo del Frente Unido
El Departamento de Trabajo del Frente Unido del Comité Central del Partido Comunista de China (en chino simplificado, 中共中央统一战线工作部; UFWD) es una agencia del Partido Comunista de China que maneja las relaciones con varios individuos y organizaciones importantes e influyentes dentro y fuera de China. Son personas o entidades ajenas al Partido propiamente dicho, que tienen influencia social, comercial o académica, o que representan a grupos de interés. A través de sus esfuerzos, el UFWD busca asegurar que estos grupos apoyen y sean útiles al gobierno del Partido Comunista. Depende directamente del Comité Central del Partido.

## Lista de jefes del departamento
1. Wang Ming (1942-1947)
2. Zhou Enlai (1947-1948)
3. Li Weihan (octubre de 1948-diciembre de 1964)
4. Xu Bing (diciembre de 1964-1966)
5. Interregno (1966-1975)
6. Li Dazhang (noviembre de 1975-mayo de 1976)
7. Ulanhu (mayo de 1976-abril de 1982)
8. Yang Jingren (abril de 1982-noviembre de 1985)
9. Yan Mingfu (noviembre de 1985-noviembre de 1990)
10. Ding Guangen (noviembre de 1990-de diciembre de 1992)
11. Wang Zhaoguo (diciembre de 1992-diciembre de 2002)
12. Liu Yandong (diciembre de 2002-diciembre de 2007)
13. Du Qinglin (diciembre de 2007-septiembre de 2012)
14. Ling Jihua (septiembre de 2012-diciembre de 2014)
15. Sun Chunlan (diciembre de 2014-noviembre de 2017)
16. You Quan (noviembre de 2017-presente)